# Melchizedek (Chaczidze)
Melchizedek, imię świeckie Arkadi Chaczidze (ur. 25 kwietnia 1975 w Chaszuri) – gruziński duchowny prawosławny, od 2014 biskup Margweti i Ubisi.

## Życiorys
4 kwietnia 2004 otrzymał święcenia diakonatu, a 12 kwietnia prezbiteratu. 3 maja 2009 otrzymał chirotonię biskupią. W latach 2009–2014 zarządzał parafiami Patriarchatu Gruzińskiego w Azerbejdżanie. W 2014 r. przeniesiony na katedrę Magweti i Ubisi.